# ハチク
ハチク（淡竹、甘竹）は中国原産の竹の一種。黄河流域以南に広く分布する。日本では本州（主に関東地方以西）、四国、九州に分布する。モウソウチクやマダケとともに日本三大有用竹に数えられている。別名アワダケ、呉竹（くれたけ）。

## 生態
中国原産の多年生常緑植物で、直径は3〜10センチ、高さは10〜15メートル。
モウソウチクの節は一輪状であるのに対し、マダケやハチクは節が二輪状である。マダケとの区別では、ハチクは全体的に色が白く、2本ある節の隆起線は低く黒っぽいのが特徴である。
開花周期は、マダケなどと同様に約120年とされており、開花後は一斉に枯死することが知られている。日本では、前回の開花は1900年頃から始まり、1902～1908年にかけて開花したとの記録が残る。そのため、次回の開花は2020年ごろと予想されていたが、実際に2020年頃より開花・枯死の報告が各地で上がり始めた。開花後に枯れてしまう現象は他の竹類にもみられるが、モウソウチクの場合には開花すると地下茎まで枯れてしまうのに対し、ハチクは地上部分は枯死しても地下茎は枯れないものがかなりあるとされ違いがある。広島大学の2023年の研究では、今回の枯死の観察から、ハチクは開花後に種子をつけず、タケノコも出さず、竹林全体が枯死することが報告されている。そこからどのように竹林が再生するかは今後の研究で判明する模様。日本全国のハチクで開花周期がそろう理由としては、遺伝的に均一であることが示唆され、おそらく奈良時代に伝来したハチクの同じ株が有用植物として全国に株分けされたのだろうと考えられている。

## 利用

### 竹材
マダケに比べて強靭さは劣るが割り竹には適している。茶筅にするには竹材の先端を80から120等分する必要があるが、割り竹に適したハチクの特権といわれている。茶道用具では花器にも利用される。枝が細かく分枝するため竹箒としても利用される。正倉院の呉竹笙、呉竹竿、彫刻尺八、天平宝物の筆などはハチク製と鑑定されている。また、内側の薄皮は竹紙と呼ばれ、笛の響孔に張り音の響きを良くする。

### 食用
ハチクの筍（タケノコ）は、えぐ味がなく美味とされるが、店頭で見かけることは少ない。

### 漢方
ハチクの稈（茎の部分）の内皮は竹筎・竹茹（チクジョ）、葉は竹葉（チクヨウ）といい生薬として用いられる（いずれも局外生薬）。また、稈を炙ると流れ出る液汁も竹瀝（チクレキ）という生薬として利用されている。